# Carl von Rokitansky
Carl von Rokitansky (født 19. februar 1804 i Königgrätz, død 23. juli 1878 i Wien) var en østrigsk friherre og læge.
Rokitansky studerede i Wien og i Prag, blev Dr. med. 1828 og samme år assistent ved det patologisk-anatomisk institut i Wien; 1834 blev han ekstraordinær, 1844 ordentlig professor i patologisk anatomi. Da Rokitansky undersøgte 1 500—1 800 lig årligt og i sit liv fik gjort mere end 30 000 obduktioner, er det klart, at han fik en erfaring som få andre. Han har da også forøget kendskabet til de patologiske tilstande i meget høj grad. Rokitansky var den første, der påviste bakterier ved Endocarditis; han skelnede de forskellige former af lungebetændelse ud fra hinanden, og adskilte nyresygdommene indbyrdes. Han beskrev det spondylolistetiske bækken 1839, den akutte ventrikeldilatation 1842 og den gule leveratrofi 1843, for blot at nævne nogle enkelte ting. Om ham flokkedes så mange elever, at han kom til at grunde den stærkt patologisk-anatomisk 
orienterede "nye Wienerskole". 
Hans store værk Handbuch der pathologischen Anatomie (1842—46; flere oplag) vakte uhyre opsigt, men den teori, han opstillede i det, at de patologiske tilstande skyldtes blodforandringer (kraser), der var karakteristiske for de enkelte sygdomme (tyfuskrase, tuberkelkrase), var næppe holdbar. Den blev da også meget heftigt angrebet af Virchow i en kritik ("Medicinische Zeitung", 1846, XV), der fuldstændig gjorde det af med den, hvilket dog ikke forhindrede, at Virchow anerkendte Rokitansky som tidens største beskrivende patologisk anatom. Af Rokitanskys talrige arbejder er Ueber einige der wichtigsten Krankheiten der Arterien (1852) særdeles fremragende, og hans Die Defekte der Scheidewände des Herzens (1875), resultatet af 14 års arbejde, blev grundlæggende. I det fremsættes transposition-teorien første gang. Blandt Rokitanskys elever fandtes Škoda, Hebra og mange andre.